# Jornal Daqui
Jornal Daqui é um jornal brasileiro comercializado no estado de Goiás. É o mais vendido no estado e o quinto no Brasil, de acordo com a Associação Nacional de Jornais, em 2015.
Fundada pela Organização Jaime Câmara, com a intenção de ser mais moderno, em uma linguagem mais "popular", teve principal atrativo o preço reduzido, levando em conta que no ano de 2013, o preço era de 0,50R$ (cinquenta centavos). O jornal faz anualmente promoções, como para quem comprar todos os dias o jornal, ganhar brindes, de diversas categorias.
O jornal pode ser encontrado em todo o estado, e atualmente vende em média mais de 180 mil exemplares.  